# Lucio Del Pezzo
Pour les articles homonymes, voir Del Pezzo.
Lucio Del Pezzo, né à Naples le 13 décembre 1933 et mort le 12 avril 2020, est un artiste, sculpteur et peintre italien.

## Biographie
Lucio Del Pezzo est l'un des fondateurs du  « Gruppo 58 » de Naples d'inspiration néo-surréaliste et néo-dadaïste. Il a aussi collaboré avec la revue Documento Sud.
Ses œuvres de la période 1958-1960 sont à base d'assemblages d'objets variés dont des fragments d'estampes et images populaires.
En 1960 Lucio Del Pezzo se rend à Paris, puis à Milan où à partir de 1974, il présente des expositions monographique.
À partir de 1962 Del Pezzo a réalisé son typique répertoire de  quadri (tableaux) ou sculpture, formés de panneaux géométriques monochromes sur lesquels sont insérées des étagères ou creusé des cavités qui soutiennent des objets géométriques réguliers  (quilles, œufs en bois, boules) parfois très colorés. Ses peintures objets et ses assemblages présentent souvent un aspect ludique.
Le « ton ironique » et l'utilisation d'objets d'usage quotidien sortis de leur contexte font que les œuvres produites se rapprochent du Pop Art; néanmoins on retrouve des influences de De Chirico, Carrà et Morandi ainsi que les motifs géométriques de la peinture métaphysique.
Ses œuvres sont conservées dans les principaux musées d'art moderne :
- G. A. M., Rome
- Centre Georges Pompidou, M. N. A. M., Paris
- Stedelijk Museum, Amsterdam
- M. O. M. A., New York
- Guggenheim Museum.

## Œuvres
- Tavola ricordo II,
- Grande Raccolta metafisica (1963),
- Grande Squadra d'argento 1965).

## Source
- (it) Cet article est partiellement ou en totalité issu de l’article de Wikipédia en italien intitulé « Lucio Del Pezzo » (voir la liste des auteurs).